# Siervas del Sagrado Corazón de Jesús de Viena
La Congregación de Siervas del Sagrado Corazón de Jesús (oficialmente en alemán: Dienerinnen des Heiligsten Herzens Jesu) es una congregación religiosa católica femenina de derecho pontificio, que surge como resultado de la independencia de las casas de Austria de la Congregación de Siervas del Sagrado Corazón de Jesús de Versailles. A las religiosas de este instituto se les conoce como Siervas del Sagrado Corazón de Jesús de Viena.

## Historia

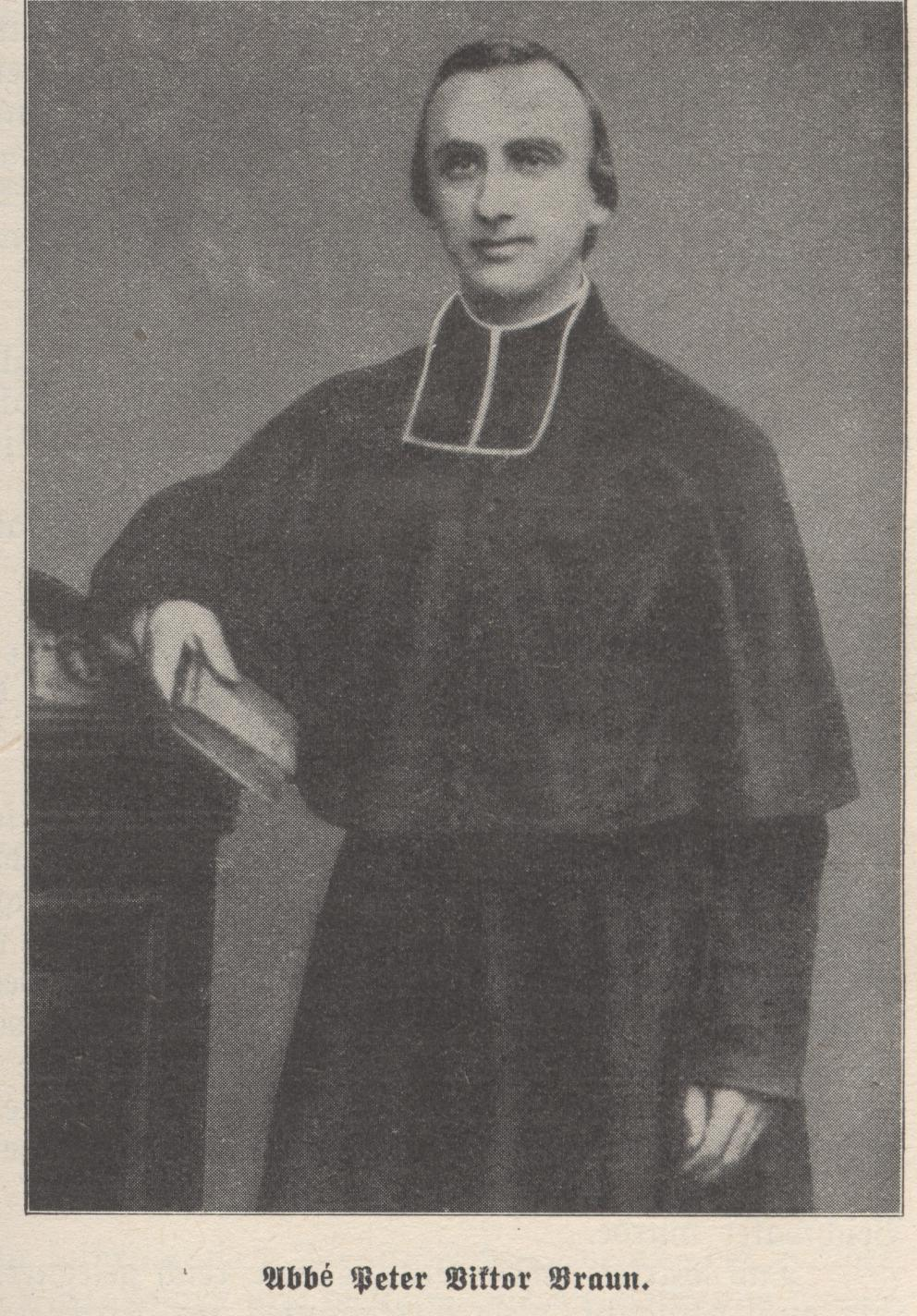
Pierre-Victor Braun (1825-1882), considerado el fundador del instituto.

Los orígenes de la congregación se remontan al instituto fundado por Pierre-Victor Braun en París (Francia), el 17 de octubre de 1816, con el fin de atender a las jóvenes campesinas que buscaban trabajo, como domésticas, en la capital. Con el tiempo la obra de Braun se expande a otras naciones europeas. La primera casa fundada en Austria fue abierta en mayo de 1873, con el fin de atender el hospital Rudolfstifftung.
En tiempos de la Revolución francesa (1879) las comunidades presentes en Austria e Inglaterra se fueron distanciando cada vez más de las central en Francia. La imposibilidad de comunicación entre unas y otras hizo que estas separaran y formaran dos nuevas congregaciones. La congregación austriaca adquirió su independencia en 1893 y tres años después recibió la aprobación de la Santa Sede, como congregación de derecho pontificio. La aprobación pontificia permitió la expansión del nuevo instituto por Austria, Alemania y Polonia.
En 2003 las tres congregaciones formaron la Federación Victor Braun, con el fin de unir lazos y crear fraternidad entre ellas, manteniendo cada una su independencia.

## Organización
La Congregación de Siervas del Sagrado Corazón de Jesús es un instituto religioso centralizado, cuyo gobierno es ejercido por la superiora general, coadyuvada por su consejo. La sede central se encuentra en Viena. Las religiosas se dedican a la atención de los enfermos, viven según la Regla de San Agustín y su espiritualidad se basa en la devoción del Sagrado Corazón de Jesús.
En 2015, el instituto contaba con unas 80 religiosas y 9 comunidades, presentes en Alemania, Austria, Polonia y República Checa.
Junto a la Congregación de Hermanas de los Sagrados Corazones de Jesús y María y la Congregación Siervas del Sagrado Corazón de Jesús de Versailles, las Siervas del Sagrado Corazón de Jesús de Viena forman la Federación Victor Braun.